# Dundo
Chitato és una ciutat angolesa que forma part del municipi de Chitato (comuna de Luachimo), a la província de Lunda-Nord. Té una població de 50.000 habitants. Comprèn els barris de Samakaka, Camakenzo, Bairro Norte, Bairro Estufa, Bairro Sul, Sachindongo, 4 de Abril, Caxinde, Tuliveno, Taxa Barragem, Ngacumona, Aeroporto, Cacanda i Camatundo. És la capital provincial de facto i limita al Nord amb la República Democràtica del Congo. Gaudeix del seu propi aeroport. La vila és la seu del Grupo Desportivo Sagrada Esperança que juga a l'Estádio Sagrada Esperança. Al museu local hi ha objectes de l'antropòleg social Hermann Baumann.

## Història
L'assentament de Dundo va ser fundat el 1912 després del descobriment de diamants a la vall del riu Cuango, situada a la frontera nord-est d'Angola, on avui està la República Democràtica del Congo. Fou creada com a comunitat planificada per donar suport la creixent operacions mineres, va créixer després que la companyia inversora privada Diamang (creada en 1917) va rebre la concessió minera de diamants a tota la regió de Lunda, basant la seva seu central a la ciutat. Diamang va ser creada sota els auspicis de Portugal, llavors dominador colonial d'Angola, amb una major inversió d'altres nacions europees. La regió era fonamentalment estable sota el domini colonial, però després de la independència el 1975, Angola es va embolicar en una guerra civil. Això va conduir a un augment no planificat i al creixement de la població a les ciutats mineres del país perquè els angolesos van fugir de la inseguretat del camp. En 1978 el govern angolès va crear la província de Lunda-Nord i establí la capital provincial a Lucapa. Fins a 1980 les mines sud-est de Dundo subministren anualment prop del 10 per cent del total de diamants de millor qualitat del món.
Els efectes de la guerra civil angolesa (1975-2002) afectaren les operacions d'extracció de diamants de Dundo. Les forces rebels d'UNITA (Unió Nacional per a la Independència Total d'Angola) van tractar d'interrompre les empreses mineres governamentals de Diamang i Endiama, permetent als treballadors actuar com a minaires salvatges. Això i la contínua violència va provocar el col·lapse d'Endiama a Dundo amb la pèrdua de 18.000 llocs de treball. Això va provocar que els miners es tornessin contra UNITA, que o bé patia una reducció dels seus beneficis o venia la diamants per finançar la seva resistència al govern, aquesta pràctica es coneix com a diamants de sang.
El 2000, el govern va canviar la capital de la província de Lunda-Nord de Lucapa a Dundo causa del seu "major disseny arquitectònic, la mida i la importància econòmica". Un nou assentament, Nova Dundo, està sent construït al costat de Dundo per consolidar la importància de les ciutats a la regió.